# Болозон
Болозо́н (фр. Bolozon) — коммуна во Франции, находится в регионе Рона — Альпы. Департамент — Эн. Входит в состав кантона Изернор. Округ коммуны — Нантюа.
Код INSEE коммуны — 01051.

## География
Коммуна расположена приблизительно в 380 км к юго-востоку от Парижа, в 70 км северо-восточнее Лиона, в 19 км к востоку от Бурк-ан-Бреса.
По территории коммуны протекает река Эн.

## Климат
Климат полуконтинентальный с холодной зимой и тёплым летом. Дожди бывают нечасто, в основном летом.

## Население
Население коммуны на 2010 год составляло 94 человека.
| 1962 | 1968 | 1975 | 1982 | 1990 | 1999 | 2010 |
| ---- | ---- | ---- | ---- | ---- | ---- | ---- |
| 135  | 112  | 84   | 94   | 93   | 94   | 94   |

## Экономика
В 2010 году среди 66 человек трудоспособного возраста (15—64 лет) 50 были экономически активными, 16 — неактивными (показатель активности — 75,8 %, в 1999 году было 66,1 %). Из 50 активных жителей работали 46 человек (25 мужчин и 21 женщина), безработных было 4 (1 мужчина и 3 женщины). Среди 16 неактивных 5 человек были учениками или студентами, 9 — пенсионерами, 2 были неактивными по другим причинам.

## Фотогалерея

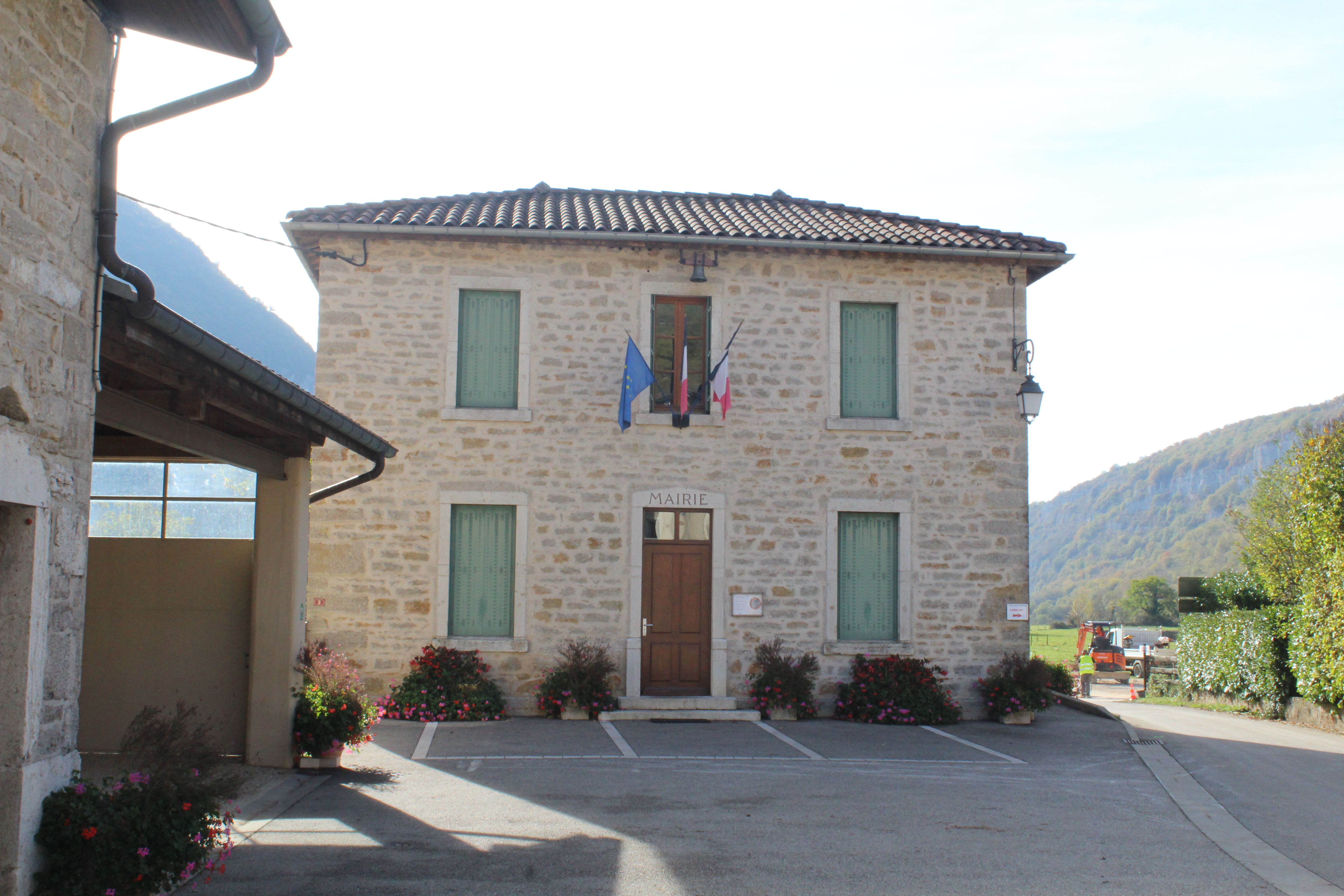
Мэрия
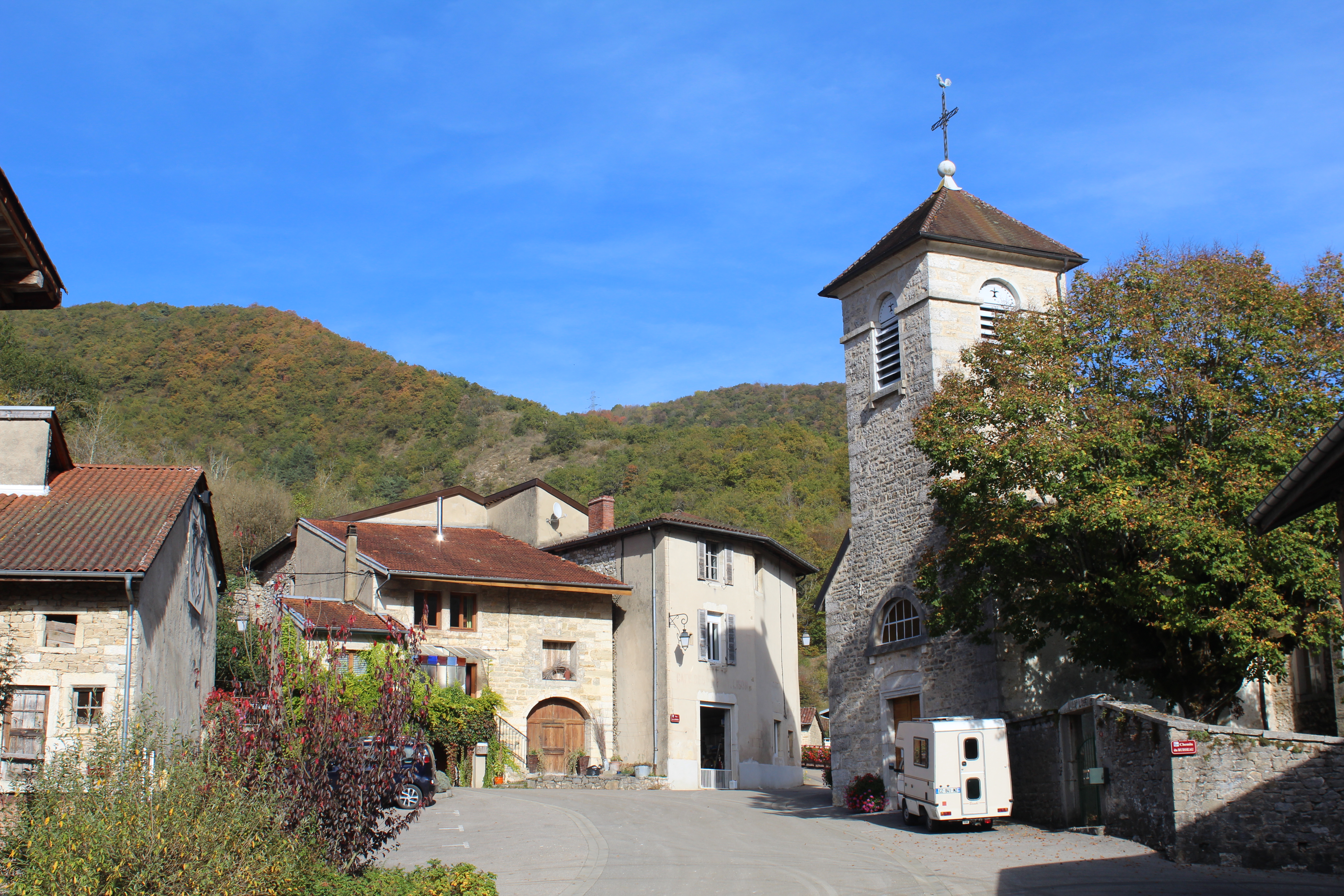
Церковь Сент-Этьен (Святого Стефана)
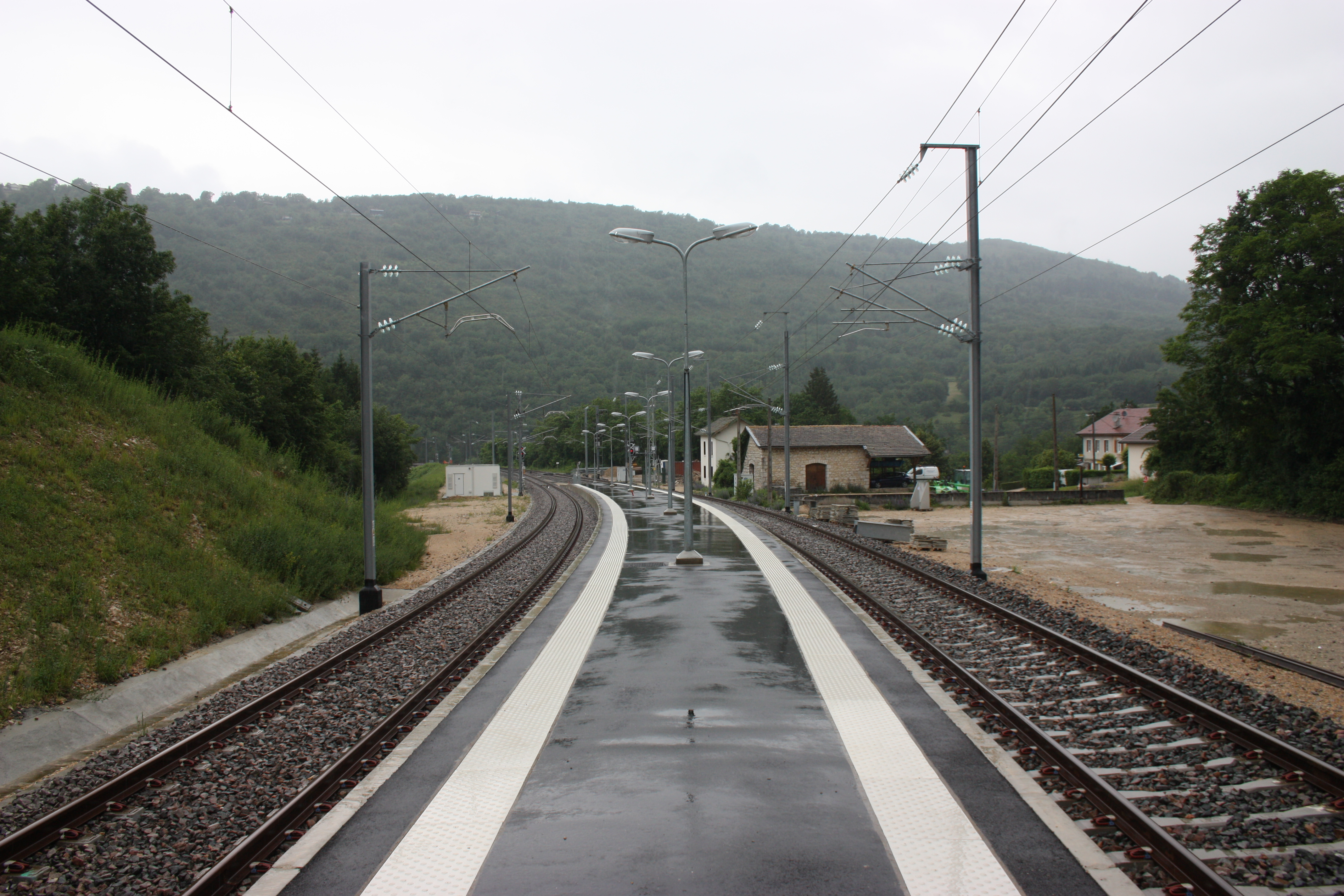
Вокзал Сиз-Болозон
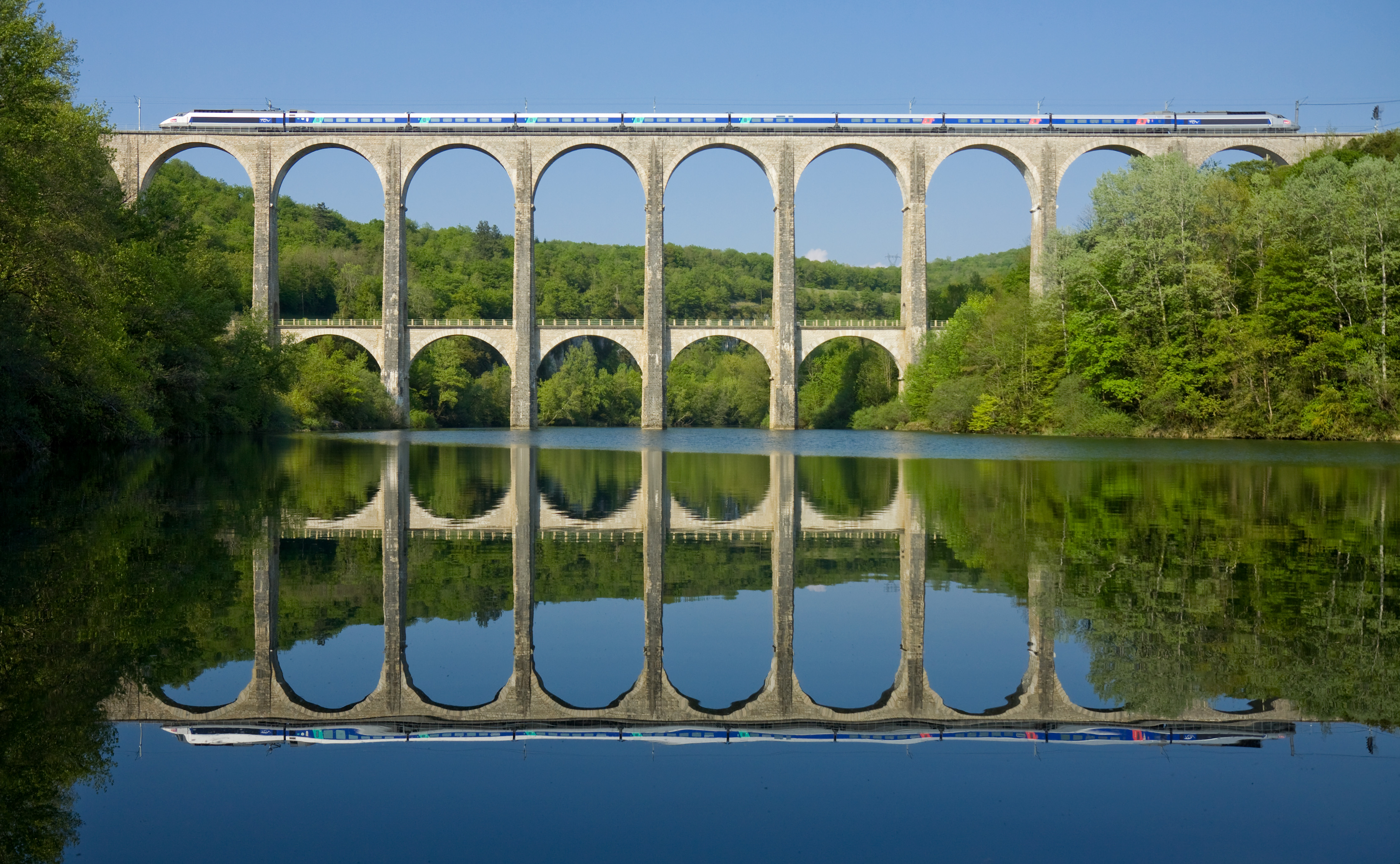
Виадук Сиз-Болозон
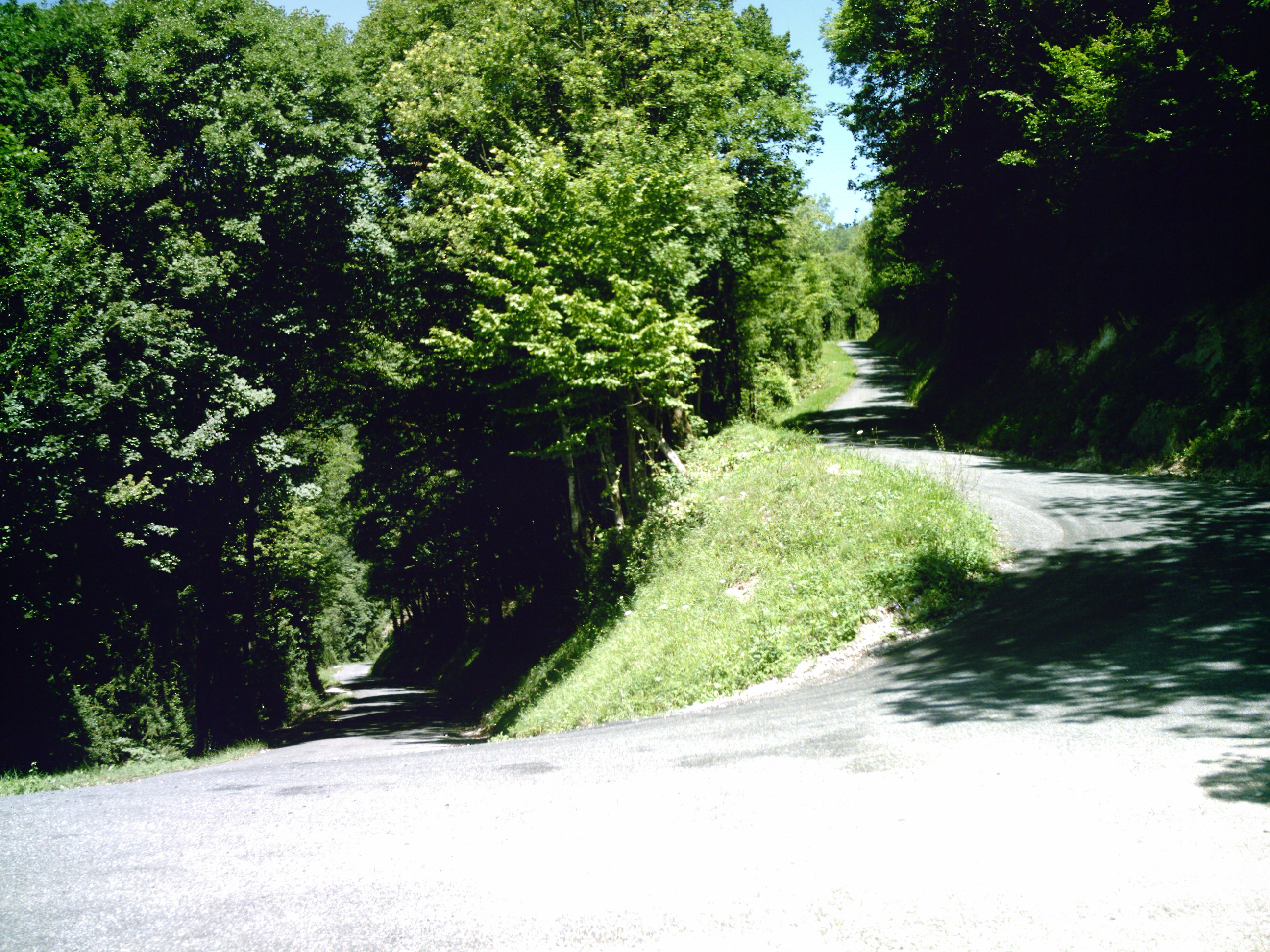
Горная дорога